# Ferdinand Vach
Ferdinand Vach (Jaslovice, 25 febbraio 1860 – Brno, 16 febbraio 1939) è stato un musicista ceco.
Fu compositore, organista, direttore d'orchestra e di coro.

## Biografia
Nacque in una cittadina presso Říčany da una famiglia di musicisti, in particolare di maestri d'organo. Ricevette un'educazione musicale di base in famiglia, poi,  seguendo la tradizione familiare, si trasferì a Praga per studiare organo nella celebre Scuola di Musica della capitale. Fece parte anche del coro della Scuola, e si distinse al punto di essere nominato capo coro.
La sua forte inclinazione per la composizione non gli fece comunque trascurare lo studio dell'organo e l'attività corale. Fu infatti, in seguito, il fondatore del Coro misto dei Professori della Moravia, noto all'epoca per il gran numero di concerti dati in patria e in diverse altre nazioni europee. Seguì pertanto con passione le lezioni di composizione di Vítězslav Novák, dal quale tutta la sua produzione iniziale, sia melodica che orchestrale, fu profondamente influenzata. Ma, giunto a maturità, fu inevitabilmente conquistato dall'espressione romantica dominante e assunse come riferimento l'opera e lo stile di Bedřich Smetana.
Fu nominato professore di organo nel Conservatorio di Brno

Morì all'età di 79 anni nel febbraio del 1939 e fu sepolto nel Cimitero centrale di Brno.

## Opere principali

### Musica per orchestra
- Sinfonia in Re maggiore
- Suites per orchestra

### Musica per pianoforte
- Quartetto
- Sonata per pianoforte e cori
- Trio

### Musica sacra
- Diverse composizioni (Messe, Te Deum, Stabat Mater, Requiem)
- Cantate (Komensky 1921, Robert Quiscard 1927)
- Mottetti:

Alleluja
Benedictus sit Deus
Ave Maria
Mirabilis Deus (1895)
Sacerdotes eius
Desiderium animae eius, per soprano e tenore (1934)